# Ново-Слав'янське
Ново-Слав'янське (рос. Ново-Славянское) — селище Озерського міського округу, Калінінградської області Росії. Входить до складу Гавриловського сільського поселення.
Населення —  55 осіб (2015 рік). 